# Кушиново
Кушиново (грч. Πολύπετρο, Полипетро) је насељено место у општини Пеонија у периферији Средишња Македонија, Грчка. Према попису из 2021. године било је 374 становника.
Према бугарском географу и историчару, Василу Канчову, у Кушинову је 1900. године живело 130 Словена хришћана. Због притиска грчких власти 1924. године принудно је исељено 20 породица (137 особа) у Бугарску, а на њихово место су насељене 42 избегличке породице из Турске (потомци Словена из Меглена). На попису из 1940. године Кушаново је имало 499 становника, од чега је било 200 Словена.